# San Diego Stadium
San Diego Stadium var en idrottsarena i San Diego i Kalifornien i sydvästra USA. Arenan invigdes 1967 och döptes om till Jack Murphy Stadium 1981. Telekommunikationsföretaget Qualcomm köpte namnrättigheterna till arenan 1997 i samband med dess renovering (dessa löpte ut 14 juni 2017) och arenan bytte då namn till Qualcomm Stadium ("the Q" i folkmun). Namnrättigheterna såldes 2017 till San Diego County Credit Union som betalade en halv miljon dollar och den döptes då om till SDCCU Stadium. Rivningen av arenan inleddes i augusti 2020 och den sista sektionen revs den 22 mars 2021.
San Diego Stadium var hemmaarena för San Diego State Aztecs amerikanska fotbollslag. Arenan var även hemmaarena för San Diego Chargers i National Football League och San Diego Padres i Major League Baseball.
Arenan stod värd för tre Super Bowls, Super Bowl XXII 1988, Super Bowl XXXII 1998 och Super Bowl XXXVII 2003. På San Diego Stadium har även World Series spelats 1984 och 1998. Det är den enda arena som varit värd för både Super Bowl och World Series samma år. San Diego Stadium användes också till konserter, fotboll, rugby union, supercross och Monster Jam.